# 奧斯汀·克拉吉塞克
奧斯汀·克拉吉塞克（英語：Austin Krajicek，1990年6月16日—）是一位美國职业網球運動員。他現在主要參加ATP挑戰巡迴賽的賽事。他贏得過兩個ATP挑戰巡迴賽賽事的冠軍。